# Lophoprora cyanostacta
Lophoprora cyanostacta es una especie de polilla de la familia Tortricidae. Se encuentra en Nueva Guinea.